# カロリーヌ・ラダニュー
カロリーヌ・ラダニュー（Caroline Ladagnous、1988年9月22日 – ）は、フランスのラグビーユニオン選手。フランス代表に選出され、ワールドカップに4大会連続で出場（2006年大会、2010年大会、2014年大会、2017年大会）。
ラダニューは2016年夏季オリンピックにて7人制フランス代表にも選出された。